# 香川県の市町村歌一覧
香川県の市町村歌一覧（かがわけんのしちょうそんかいちらん）は、日本の香川県に属する市町村で制定されている、もしくは過去に制定されていた市町村歌などの自治体歌やそれに準じた楽曲の一覧である。なお、一覧の順序は全国地方公共団体コード順による。

## 概説
県庁所在地の高松市では1912年（明治45年）に2曲の市歌を同時に制定し、これに1942年（昭和17年）制定の第三市歌を加えた3曲の市歌を有している。丸亀市や坂出市、多度津町にも高松市と同様に戦前からの市歌・町歌が存在するが、現在はほとんど歌われていない。その他の自治体では旧三豊郡において比較的制定率が高かったが、平成の大合併を経た後は市部・町部を問わず市歌・町歌の制定・保存に関する動きは非常に低調で、新設合併後に市歌を制定したのは三豊市のみに留まっている。
なお「高松市歌 (その二)」を始め戦前から制定されていた市歌・町歌の大部分は旧制三豊中学校（現在の香川県立観音寺第一高等学校）校長で大阪市歌の作詞者としても有名な堀沢周安が作詞を手掛けている。

## 市部
高松市
- 高松市歌
  - その一[2] - 1912年（明治45年）6月5日制定

作詞：三土忠造 作曲：楠美恩三郎
  - その二[2] - 1912年（明治45年）6月5日制定

作詞：堀沢周安 作曲：岡野貞一

上記2曲は同日に高松城で発表会が実施された。2曲いずれも詞・曲とも著作権の保護期間を満了し、パブリックドメインである。
- 高松市民の歌 - 1942年（昭和17年）制定

作詞：小川木南 作曲：中山晋平
戦時下で制定された市民歌。「香川県民歌」と同じ作詞者で、明治の市歌2曲に比べると知名度はやや低い。
丸亀市
- 丸亀市歌[4] - 1932年（昭和7年）5月制定

作詞：堀沢周安 作曲：福喜多鎮雄
新設合併前の（旧）丸亀市の市歌である。戦後は演奏実績がほとんど無く、丸亀市・綾歌町・飯山町合併協議会では市歌についての取り決めは特に行われなかったため現在の地位は不明確となっている。
- 城のある町 - 1999年（平成11年）発表

作詞・作曲：さだまさし
市制100周年記念歌。新設合併後も引き続き演奏されている。
坂出市
- 坂出市歌[5] - 1933年（昭和8年）制定

作詞：堀沢周安 作曲：杉江秀
戦後は演奏されなくなり楽譜が散逸していたが、2009年（平成21年）には聞き取りを基に復活演奏が実施された。
善通寺市
- 善通寺市讃歌[6]

観音寺市
- （不明）

観音寺市・大野原町・豊浜町合併協議会では市歌についての取り決めは特に行われなかった。
さぬき市
- （未制定）

津田町・大川町・志度町・寒川町・長尾町合併協議会では「新市において新たに定める」と取り決められているが、実現していない。
東かがわ市
- （未制定）

引田町・白鳥町・大内町合併協議会では「新町において調整する」と取り決められているが、実現していない。
三豊市
- 七宝のかぜ[9] - 2010年（平成22年）制定

作詞：関秀明 作曲：中西圭三 編曲：小西貴雄年

## 町部
小豆郡土庄町
- （不明）

小豆郡小豆島町
- （未制定）

内海町・池田町合併協議会では町歌についての取り決めは特に行われなかった。
木田郡三木町
- 三木町歌[10]

作詞：細川亮平 作曲：川村信一郎
香川郡直島町
- （不明）

ご当地ソングとして「直島盆踊り歌」（作詞：乾正教、作曲者不詳）がある。
綾歌郡宇多津町
- （不明）

綾歌郡綾川町
- （未制定）

綾上町・綾南町合併協議会では町歌についての取り決めは特に行われなかった。
仲多度郡琴平町
- （不明）

仲多度郡多度津町
- 多度津町歌[11]

作詞：堀沢周安 作曲：末沢信夫
戦前に作られたものであり、現在は演奏されていない。
仲多度郡まんのう町
- （未制定）

琴南町・満濃町・仲南町合併協議会では町歌についての取り決めは特に行われなかった。

## 廃止された市町村歌
大川郡津田町
- 津田町歌[12]

大川郡志度町
- 志度町歌

作詞：脇太一 作曲：大川かづゆき
大川郡寒川町
- 寒川町歌[12]

大川郡長尾町
- 長尾町の歌[12]

香川郡塩江町
- 合歓の歌[12]

香川郡香川町
- 香川町歌[12]

香川郡香南町
- 香南町歌[12]

綾歌郡綾南町
- 綾南町民の歌[12]

仲多度郡仲南町
- 愛郷の歌[12]

三豊郡高瀬町
- 高瀬町歌[12]

三豊郡三野町
- 三野町歌[12]

三豊郡大野原町
- 夢街道

作詞：いではく 作曲：京建輔
町イメージソング。
三豊郡豊中町
- 豊中町民歌[12]

三豊郡詫間町
- 詫間町歌[12]

三豊郡仁尾町
- 仁尾町歌[12]